# 统一教对性的看法
統一教（Unification Church）认为异性恋婚姻是上帝的完美理想。人们要成熟，多生育子女（Gen 1:28），然后与异性加入到神圣的婚姻中并“繁殖”，也就是为上帝养育子女。
这个宗教把任何非夫妻关系的两人性接触都认为是罪恶的。它反对婚前性行为，也反对通奸和同性恋。它以同性婚姻是一种可憎的事物完全反对同性恋婚姻。它声称避免同性恋行为和悔改同性恋欲望都是可能和良好的。